# Municipio Ortiz
El Municipio Ortiz es uno de los 15 municipios que conforman el Estado Guárico y está dividido en 4 parroquias, estas son: Ortiz, San Francisco de Tiznados, San José de Tiznados y San Lorenzo de Tiznados, que deben su nombre al Río Tiznados. 
Sus límites son: Por el Sur: Municipio Francisco de Miranda, por el Norte: Municipio Juan Germán Roscio Nieves, por el Este: Municipio Mellado, por el Oeste: Estado Cojedes.

## Toponimia
El municipio fue nombrado por un cacique indígena que habitaba la zona. Además, existe la versión de que el nombre también podría provenir de un colono español llamado Ortiz que se estableció en la zona a finales del siglo XV.

## Historia
A finales del siglo XVII se funda la población de Ortiz permaneciendo como parroquia civil de San Sebastián de los Reyes, para entonces el área pertenecía al Estado Aragua pero luego de un tratado con el Estado Guárico se hace un intercambio de territorios resultando esta zona bajo jurisdicción guariqueña. Ortiz concreta su autonomía en 1848 cuando se erige el Cantón de Ortiz como uno de los cuatro cantones de Guárico, más tarde éste pasaría a ser la capital del Estado Guárico en 1874 hasta 1881 como consecuencia de la inestabilidad de los gobiernos regionales de entonces. Ya en 1970 Ortiz se encontraba subsumido dentro del distrito Roscio, actual Municipio Juan Germán Roscio recuperando su autonomía el 4 de febrero de 1989 por disposición de una nueva ley político territorial.

### Casas Muertas
Ortiz, lugar de inspiración para el escritor venezolano Miguel Otero Silva, donde desarrolla su segunda novela, Casas Muertas. Fue publicada por Editorial Losada, en el año 1955.
La novela Casas Muertas se centra en una historia de amor entre Carmen Rosa y Sebastián, se basa en hechos y personajes reales del pueblo de Ortiz, Estado Guárico. La novela es un retrato de la situación de un pueblo venezolano a punto de desaparecer por consecuencia de la fiebre amarilla y el caudillismo.

## Geografía
El municipio Ortiz está ubicado al noroeste del Estado Guárico, en la región de los Llanos Altos. Presenta una vegetación de sabana y temperaturas que oscilan entre los 23 °C y los 32 °C. Sus principales cursos de agua son los ríos Guárico, Paya, Platillón y Tiznados. En este último se encuentra el embalse de Tiznados, también conocido como presa Ricardo Montilla, localizado en San Francisco de Tiznados. Fue puesto en funcionamiento en 1983 con el propósito de abastecimiento de agua, irrigación y control de crecientes, además de fomentar el turismo. La construcción de esta infraestructura significó la desaparición del antiguo pueblo de San Francisco, recordado como "Tiznao Viejo", lugar de origen del prócer civil Juan Germán Roscio Nieves.

## Iglesia Santa Rosa de Lima
Este hermoso y peculiar pueblo  colonial  está conformado también por una emblemática iglesia que se encuentra caracterizada por su original fachada también colonial creada en el siglo XVII que tiene por nombre Santa Rosa de  Lima.

## Organización parroquial
| Parroquia                 | Superficie | Población   | Densidad |
| ------------------------- | ---------- | ----------- | -------- |
| San José de Tiznados      | km²        | 6.282 hab.  | hab./km² |
| San Francisco de Tiznados | km²        | 3.811 hab.  | hab./km² |
| San Lorenzo de Tiznados   | km²        | 3.145 hab.  | hab./km² |
| Ortiz                     | km²        | 10.517 hab. | hab./km² |
| Municipio Ortiz           | km²        | 23.755 hab. | hab./km² |

## Política y Gobierno

### Alcaldes
| Período                            | Alcalde              | Partido Político | % de votos | Notas |
| ---------------------------------- | -------------------- | ---------------- | ---------- | --- |
| 1989 - 1992                        | José Camejo Castillo | AD               | 58,42      | Primer alcalde bajo elecciones directas |
| 1992 - 1995                        | José Camejo Castillo | AD               | 59,78      | Reelecto |
| 1995 - 2000                        | José Emilio Donaire  | AD               | -          | Segundo alcalde bajo elecciones directas (se realizaron elecciones generales adelantadas en el 2000 debido a la aprobación de la Constitución de 1999) |
| 2000 - 2004                        | José Emilio Donaire  | AD               | 44,72      | Reelecto |
| 2004 - 2008                        | Elías Nederr         | PPT              | 62,70      | Tercer alcalde bajo elecciones directas |
| 2008 - 2013                        | Elías Nederr         | PSUV             | 50,48      | Reelecto (se postergan 1 año las elecciones municipales pautadas para finales del 2012)                                                                |
| 2013 - 2017                        | Rolando Nieves       | PCV              | 56,95      | Cuarto alcalde bajo elecciones directas |
| 2017 - 2021                        | Ana Ospino           | PSUV             | 90,31      | Quinto alcalde bajo elecciones directas |
| 2021 - 2024                        | Franco Gerratana     | AD               | 52,07      | Sexto alcalde bajo elecciones directas |
| 2024 - 2025                        | Ali Matute           | PSUV             | -          | Séptimo alcalde bajo sucesión municipal |
| Fuente: Consejo Nacional Electoral |                      |                  |            | |

### Concejo municipal
Periodo 2021 - 2025
| Concejales:        | Partido político / Alianza |
| ------------------ | -------------------------- |
| Danis Coto         | PSUV                       |
| Eida Rosales       | PSUV                       |
| Yanett Morales     | PSUV                       |
| Ali Matute         | PSUV                       |
| Argenis Montenegro | AD                         |
| Davierd Camejo     | AD                         |
| Louisiana Ortiz    | AD                         |